# Ragdoll
Ragdoll (ang. szmaciana lalka) – rasa kota zaliczana do kotów półdługowłosych (koty o włosach średniej długości; kategoria I FIFe). Nazwa rasy wynika z opinii, według której gdy ragdolla weźmie się na ręce, kot odpręża się, rozluźnia mięśnie i staje się uległy w stopniu przewyższającym inne rasy kotów. W celu popularyzacji rasy rozpowszechniano też mit o rzekomej odporności ragdolli na ból. Z doświadczenia jednak wynika, że koty tej rasy nie są odporne na ból. Ich łagodny charakter powoduje, że kot prędzej się odsunie niż zaatakuje.

## Historia rasy
Ragdolle zostały wyhodowane w latach 60. XX wieku w Kalifornii. Twórcą i właścicielką pierwszych kotów tej rasy jest Ann Baker – kalifornijska hodowczyni kotów perskich z miejscowości Riverside. Za protoplastkę rasy uważa się półdziką, długowłosą, białą kotkę o imieniu Josephine, która wyglądem przypominała angorę. Kotkę tę uratowano po tym, jak została potrącona przez samochód, i udało się ją całkowicie oswoić. Josephine została skrzyżowana z kotem birmańskim, a następnie była krzyżowana z innymi rasami. Twierdzono, że uszczerbek na zdrowiu wywołany wypadkiem spowodował, że kocięta były nadmiernie bezwładne i nie odczuwały bólu, jednak jest to tylko legenda. Dziś powszechnie uznaje się, iż ragdolle są rasą wywodzącą się ze skrzyżowania kotów birmańskich, perskich oraz burmańskich.
Pierwszą kotką, której właścicielką została Ann Baker była podobna do rasy burmańskiej kotka o imieniu Buckwheat, natomiast następną – dwukolorowa kotka Raggedy Ann Fugianna (obydwie pochodziły z miotu od Josephine i różnych, przypadkowych kocurów). Ojcem tej drugiej był kocur Daddy Warbucks, syn Josephine, który uważany jest do dzisiaj za „ojca ragdolli”.
Ann Baker rozpoczęła na szeroką skalę akcję promującą nową rasę. Wkrótce o rasie tej stało się głośno w amerykańskich mediach. Baker zastrzegła nazwę rasy oraz założyła organizację International Ragdoll Cat Association (IRCA). Hodowcy spoza IRCA, aby uniknąć konieczności ponoszenia opłat za możliwość używania nazwy ragdoll, nazwali swoje koty Ragamuffin. W Stanach Zjednoczonych ragdolle zostały zarejestrowane jako rasa w 1965 roku, w Wielkiej Brytanii w 1983.

## Wygląd
Ragdolle występują w licznych odmianach kolorystycznych, uznanych lub nie – w zależności od danej organizacji felinologicznej.
Ubarwienia sierści uznane przez wszystkie organizacje to seal (czarny, genetycznie BBDD), blue (niebieski, genetycznie BBdd), chocolate (czekoladowy, genetycznie bbDD), lilac (liliowy, genetycznie bbdd), red (rudy), cream (kremowy) i tortie, będący mieszanką koloru podstawowego z rudym lub kremowym. SACC i WCF uznają również barwę cinnamon (cynamon) i fawn (płowy). SACC jest jedyną organizacją, która uznaje barwy apricot (morelowy) i caramel (karmelowy).
Wszystkie organizacje felinologiczne uznają dwie podstawowe ilości bieli u Ragdolla – mitted (genetycznie S²s) i bicolor (w ramach którego zawierają się genetyczne umaszczenia High Mitted S²S², True Bicolor = S⁴s, Mid High White = S⁴S², High White = S⁴S⁴). CFA i NZFA wyróżniają dodatkowo ilość bieli określaną jako Van, w którym biel pokrywa minimum 80% ciała kota.
Wszystkie organizacje felinologiczne poza GCCF uznają dodatkowo rysunek na sierści zwany lynx, czyli pręgowanie (genetycznie Aa lub AA).

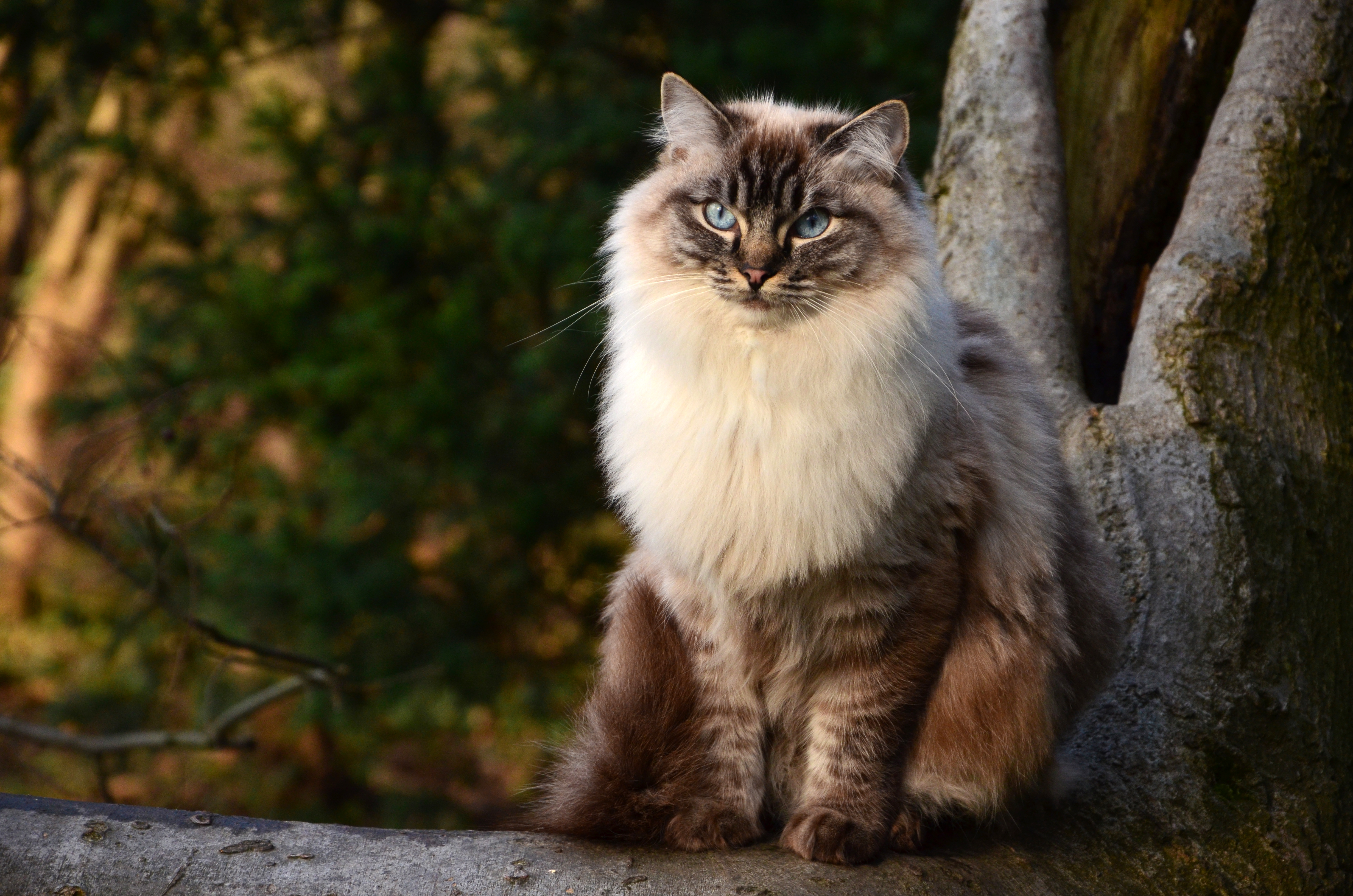
Ragdoll w umaszczeniu lynx

Ragdolle występują w trzech wariantach umaszczenia colorpoint – syjamskim (genetycznie cscs), tonkijskim (genetycznie cscb) i burmskim (genetycznie cbcb), oraz w wariancie bez genu pointa, zwanym solid lub self (genetycznie CC). Wszystkie organizacje uznają wariant syjamski, zaś warianty tonkijski, burmski i solid/self są w pełni uznane w niektórych (np. NZCF), a w innych trwa proces ich uznania (np. TICA).
Niektóre organizacje (ACF, NZCF i SACC) uznały również rysunek na sierści zwany silver u kotów pręgowanych (srebro, genetycznie I-A-) a smoke u kotów bez pręgowania (dym, genetycznie I-aa)

Tajeschidolls Beren of LoveLorien, Ragdoll będący pointem tonkijskim, o umaszczeniu lynx bicolor

Ragdolla można zaliczyć do dużych kotów o grubych kościach. Jego głowa jest średniej wielkości, w kształcie trójkąta. Oczy niebieskie, owalne i szerokie, natomiast uszy skierowane ku przodowi. Ogon jest gęsty i puszysty.

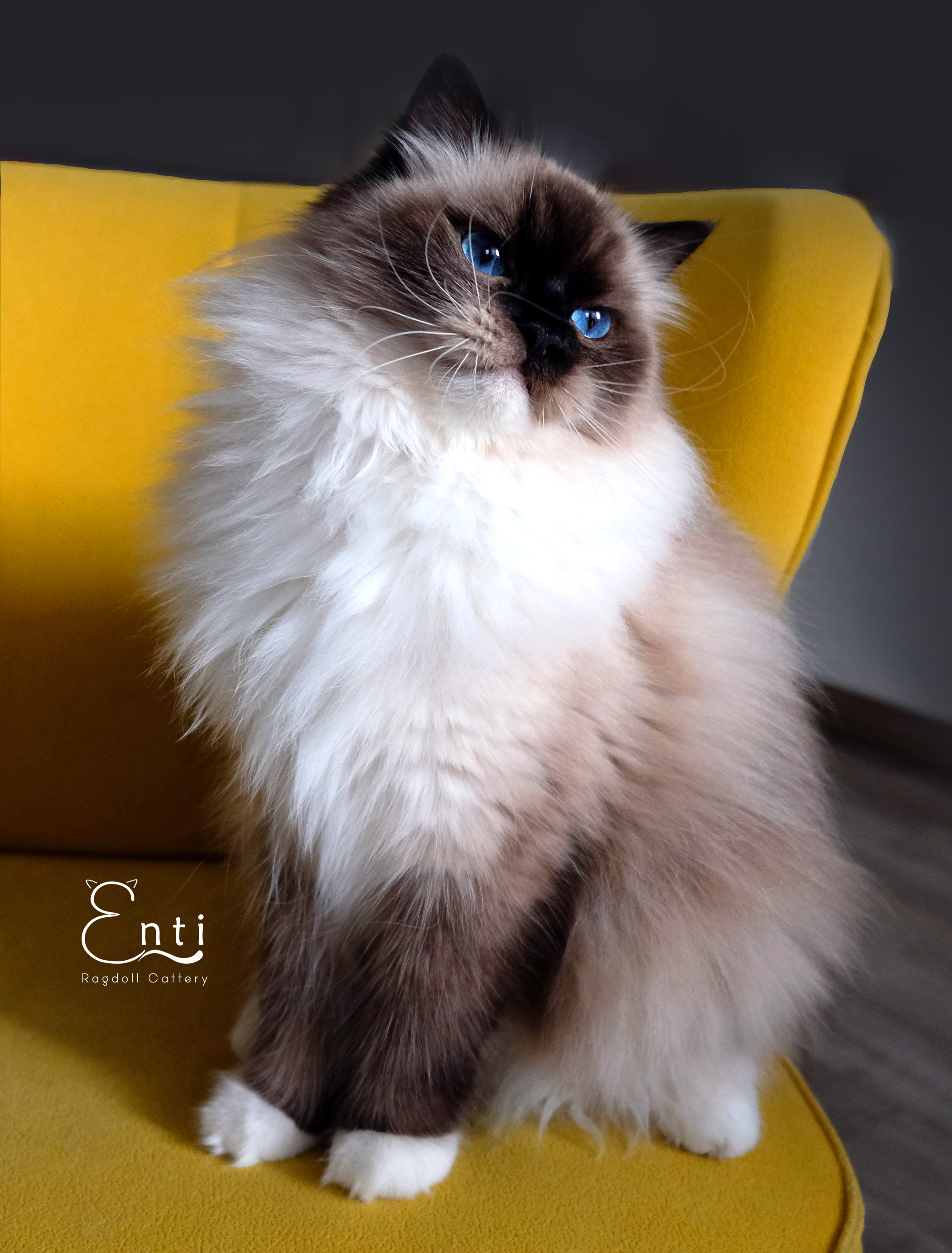
Alisma Enti*PL Ragdoll o umaszczeniu mitted i kolorze seal.

## Charakter
Mocno zżywa się ze swoim opiekunem, ciągle poszukuje z nim kontaktu i chętnie towarzyszy mu przez cały dzień, chodząc przy nodze jak pies. Nie bywa jednak zbyt natrętny, a o swojej obecności przypomina jedynie cichym i delikatnym głosem. Jest oddany i kochający, a przy tym zbytnio się nie narzuca. Koty tej rasy mają bardzo łagodne usposobienie. Są jedną z tych ras, która nadaje się do przebywania z dziećmi. Są ciekawskie, ale dość flegmatyczne. W porównaniu do kotów innych ras nie są specjalnie skoczne – zazwyczaj nie wspinają się wysoko na meble. Bardzo się przywiązują do domowników, lubią im towarzyszyć i tęsknią, kiedy właściciela nie ma w domu.